# Eugnosta willettana
Eugnosta willettana es una especie de polilla de la tribu Cochylini, familia Tortricidae. Fue descrita científicamente por Comstock en 1939 y nombrada en honor del entomólogo  George Willett.
Su envergadura es de 24-27 mm. Los adultos vuelan en enero y febrero. Las larvas llegan a medir 12 mm, se asemejan a las larvas de Eugnosta busckana. Se alimentan de Encelia farinosa.

## Distribución
Se encuentra en el sur de los Estados Unidos y en México.